# Osek (Nova Gorica)
Osek, già Ossek (in italiano in passato Ossecca) è un paese della Slovenia, frazione del comune urbano di Nova Gorica.
La località si trova sulle colline sopra la riva destra della parte occidentale del fiume Vipacco, alle propaggini meridionali della Selva di Tarnova, a 161,2 metri s.l.m., a 11,6 chilometri dal capoluogo comunale e a 12,8 kilometri dal confine italiano.

Nell'insediamento (naselje) sono inoltre presenti gli agglomerati di Podgrac e Rimc. È inoltre sede della comunità locale di Osek - Vitovlje, una delle 19 comunità locali in cui è suddiviso il comune di Nova Gorica.

## Storia
Dopo la caduta dell'Impero romano d'Occidente, e la parentesi del Regno ostrogoto, i Longobardi si insediarono nel suo territorio, seguiti poi attorno al VI secolo da popolazioni slave. Alla caduta del Regno longobardo subentrarono quindi i Franchi; nell'887 Arnolfo, Re dei Franchi orientali, istituì la marca di Carniola; nel 957 la Carniola passò sotto l'autorità del Duca di Baviera e poi nel 976 nel Ducato di Carinzia appena costituito dall'imperatore Ottone II.

In seguito il Ducato di Carinzia passò, come ricompensa per i servigi resi all'imperatore Rodolfo I contro Ottocaro II di Boemia, a Mainardo II di Tirolo-Gorizia; il territorio di Ossecca quindi entrò nella Contea di Gorizia e in seguito della Contea di Gorizia e Gradisca.
Con il trattato di Schönbrunn (1809) entrò a far parte delle Province Illiriche.

Col Congresso di Vienna nel 1815 rientrò in mano austriaca, passando nel 1849 sotto il profilo amministrativo al Litorale austriaco. Frazione del comune catastale di Sanpasso (Schönpaß, Šempas); nei primi anni del XX secolo divenne comune autonomo assieme alla vicina Vittuglie (Vitovlje), costituendo il comune di Osek-Vitovlje. In quest'epoca la località era nota con i toponimi di Ossek e Osek. 

Dopo la prima guerra mondiale entrò a far parte del Regno d'Italia, venendo inquadrata nel Circondario di Gorizia della Provincia del Friuli. Osek (dal 1923 italianizzata in Ossecca) continuò a costituire un comune autonomo assieme al vicino centro di Vittuglia (Vitovlje), comprendendo la frazione di Berchi (Brcki).
Dopo essere stato trasferito l'anno precedente alla ricostituita Provincia di Gorizia, nel 1928 il comune di Ossecca-Vittuglia cessò di esistere e venne assorbito da quello di Sambasso. Dopo la seconda guerra mondiale il territorio passò alla Jugoslavia. I centri abitati di Osek e Vittuglia sono oggi frazioni del comune di Nova Gorica all'interno della Repubblica di Slovenia.
A sud di Osek in passato passava la strada romana che collegava Aquileia a Emona, come il nome dell'agglomerato di Rimc (Rim è Roma in sloveno) sta a rievocare che in loco vi erano resti romani.

## Alture principali
Passo del Prevalo (Prevala), 1 079 m; Jelov hrib, 1 204 m; Kuclji, 478 m.

## Corsi e specchi d'acqua
Vogršček; Lago artificiale di accumulazione del Vogršček.